# Valner Franković
Valner Franković, hrvaški rokometaš, * 9. julij 1968.
Leta 1996 je na poletnih olimpijskih igrah v Atlanti v sestavi hrvaške reprezentance osvojil zlato olimpijsko medaljo.